# Никодим Неоклис
Никодим (на гръцки: Νικόδημος, Никодимос) е гръцки духовник, митрополит на Вселенската патриаршия.

## Биография
Роден е в Одрин със светското име Неоклис (Νεοκλής) или Папагеоргиу (Παπαγεωργίου). В 1882 година завършва Халкинската семинария с теза, озаглавена „За съществуването на Бог“. След това учи математика в Атинския университет. Преподава в Одринската гръцка гимназия и служи като протосингел в Костурската митрополия, като ефимерий в Кондоскали, Цариград, като ефимерий на патриаршеския храм „Свети Георги“, като велик сингел и велик архимандрит.
На 25 февруари 1907 година е ръкоположен в „Свети Георги“ във Фенер за литицки митрополит. Ръкополагането е извършено от митрополит Атанасий Кизически в съслужение с митрополитите Йоаким Пелагонийски, Стефан Митимнийски, Константин Хиоски, Дионисий Силиврийски, Агатангел Гревенски и Поликарп Колонийски. През 1912 година новите български власти го изгонват от катедрата му в Ортакьой. В 1929 година се установява във Ватопедския манастир на Света гора, където умира на 1 юни 1930 година.